# Adolf Daimler
Adolf Daimler (Karlsruhe, 8 de setembro de 1871 — Tübingen, 24 de março de 1913) foi um engenheiro mecânico alemão. Filho de Gottlieb Daimler e coproprietário da Daimler-Motoren-Gesellschaft.
Sepultado no Uff-Kirchhof em Stuttgart.